# Liste der Monuments historiques in Menaucourt
Die Liste der Monuments historiques in Menaucourt führt die Monuments historiques in der französischen Gemeinde Menaucourt auf.

## Liste der Immobilien
| Bezeichnung | Beschreibung    | Standort                | Kennzeichnung | Schutzstatus | Datum | Bild |
| ----------- | --------------- | ----------------------- | ------------- | ------------ | ----- | ---- |
| Hochofen    | bezeichnet 1829 | 11 rue du Moulin (Lage) | PA55000044    | Inscrit      | 2013  |      |

## Liste der Objekte
| Bezeichnung                   | Beschreibung                                                                                  | Standort                                 | Kennzeichnung | Schutzstatus | Datum | Bild |
| ----------------------------- | --------------------------------------------------------------------------------------------- | ---------------------------------------- | ------------- | ------------ | ----- | ---- |
| Skulptur Madonna mit Kind     | Holz, farbig gefasst, 16. Jahrhundert                                                         | in der Kirche St-Pierre-aux-Liens (Lage) | PM55002073    | Inscrit      | 1979  |      |
| Tablett mit zwei Kännchen     | Silber, vergoldet, Mitte des 19. Jahrhunderts                                                 | in der Kirche St-Pierre-aux-Liens (Lage) | PM55002072    | Inscrit      | 1996  |      |
| Weihrauchfass und -schiffchen | Silber, zwischen 1819 und 1838; im Centre départemental d’art sacré in Saint-Mihiel deponiert | in der Kirche St-Pierre-aux-Liens (Lage) | PM55002071    | Inscrit      | 1995  |      |
| Spritzenwagen                 | zwischen 1840 und 1850 gebaut                                                                 | in der Mairie (Lage)                     | PM55002074    | Inscrit      | 2004  |      |